# 惣国一揆
惣国一揆（そうこくいっき）とは、中世後期の日本で、一国規模（またはそれに準じる規模の地域）で支配層が結合して確立した統治共同体（一揆）。加賀・紀伊・伊賀など畿内周辺で展開された。
守護や単一の国主を戴かず、一国内の国人・土豪・地侍が結合した惣国を主体とし、検断や半済といった国内の統治を自ら行う、一種の共和制であった。ただし、守護家の中から一揆の意向に忠実な者を名目的な守護に擁立する場合もあった。
百姓の自治的村落共同体である惣村が、国人・土豪・地侍を指導者としつつ一国規模で結合し、守護を排除して支配の主体となったものと見るのか、むしろ百姓・惣村との関連性は低く、一国内の国人・土豪・地侍の総体である惣国が守護に代わったものと見るのかという対立があったが、今日では対外的危機において惣国を主体としつつも百姓とも結びついて成立した重層構造であったと考えられている。
代表的な事例としては畠山氏の侵攻に対抗した山城国一揆や、三好氏の侵攻に対抗した伊賀惣国一揆などが知られている。